# Physetica sminthistis
Physetica sminthistis là một loài bướm đêm trong họ Noctuidae.